# ピエール・マリー・オズーフ
ピエール・マリー・オズーフ（仏: Pierre Marie Osouf、1829年5月26日 - 1906年6月27日）は、キリスト教・カトリックのフランス人宣教師である。パリ外国宣教会所属で、1877年（明治10年）に来日し、1891年（明治24年）6月にカトリック東京大司教区の初代大司教（教区長）に就任した。

## 生涯
1829年（文政12年）5月26日、フランス北西部のノルマンディー地方クータンス司教区にて生まれる。1852年（嘉永5年）に神学校を卒業、同年7月11日に司祭に叙階された後、3年間クータンス司教区の司教秘書を務めた。その後、パリ外国宣教会に入会し東洋伝道を志してシンガポールや香港に赴任した。
1876年（明治9年）、パリの神学校の校長に任命されて帰国したが、同年12月に日本北緯使徒座代理区の教区長に任命された。翌1877年（明治10年）2月11日、パリ外国宣教会本部の聖堂で司教に叙階され、同年7月に日本に向けて出発した。来日後、築地の外国人居留地にゴシック様式の大聖堂の建設に着手、翌1878年（明治11年）8月15日には完成したカトリック築地教会聖堂で献堂式を行った。
同1878年にシャルトル聖パウロ修道女会を招聘し、1882年（明治15年）にはカトリック神田教会の敷地内に孤児院や小学校（現在の白百合学園中学校・高等学校）を設立した。また、1887年（明治20年）にはマリア会を招聘し、翌1888年（明治21年）に暁星学園を創立した。
1891年（明治24年）6月15日、日本使徒座代理区の大司教区昇格に伴い東京大司教区の初代教区長に任命され、その後も教育事業・出版事業などに多大な功績を残した。晩年、リウマチに悩み、1906年（明治39年）6月27日、風邪を拗らせて関口教会の会堂にて死去した。